# Schnellverascher

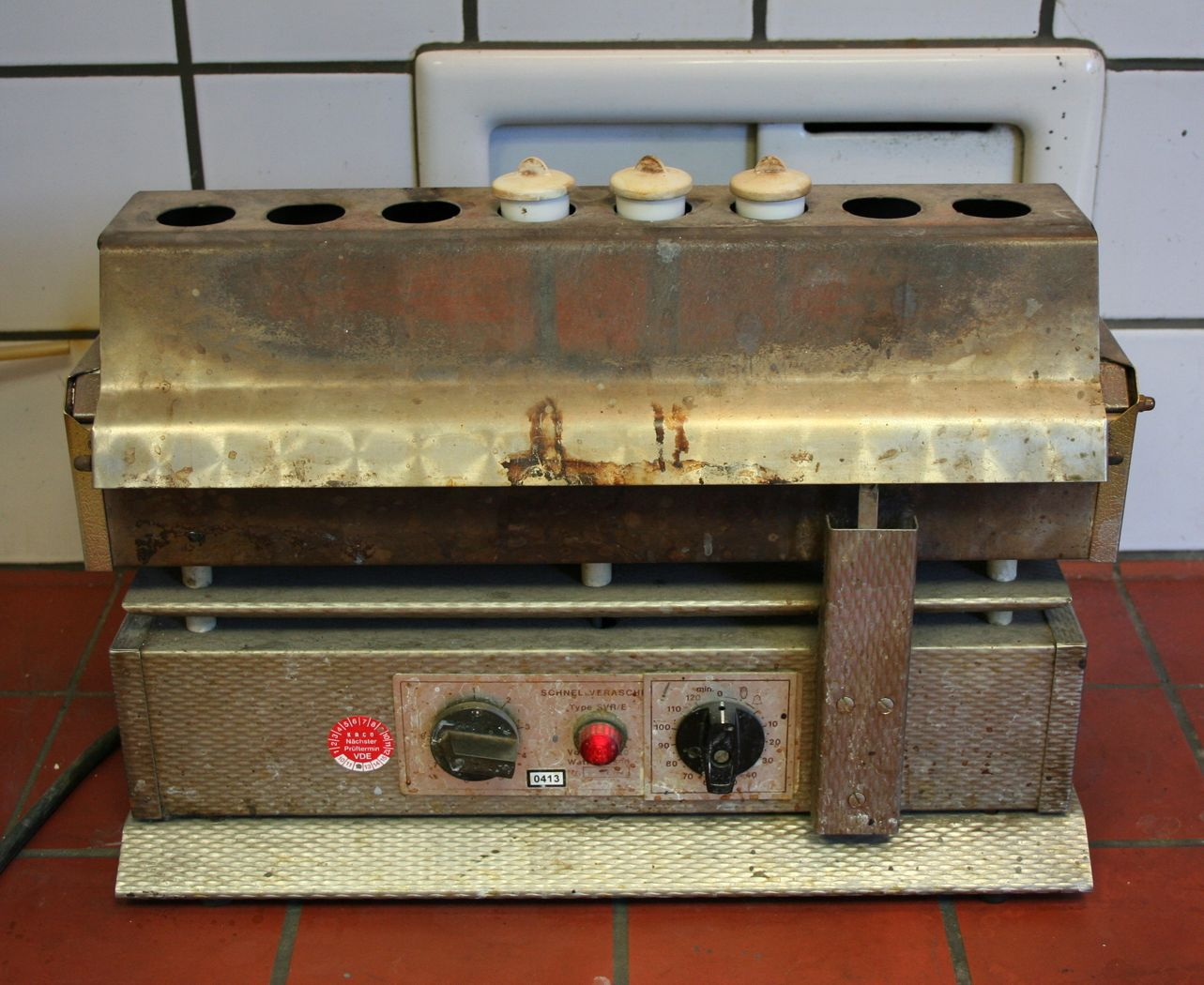
Elektrischer Schnellverascher im Labor

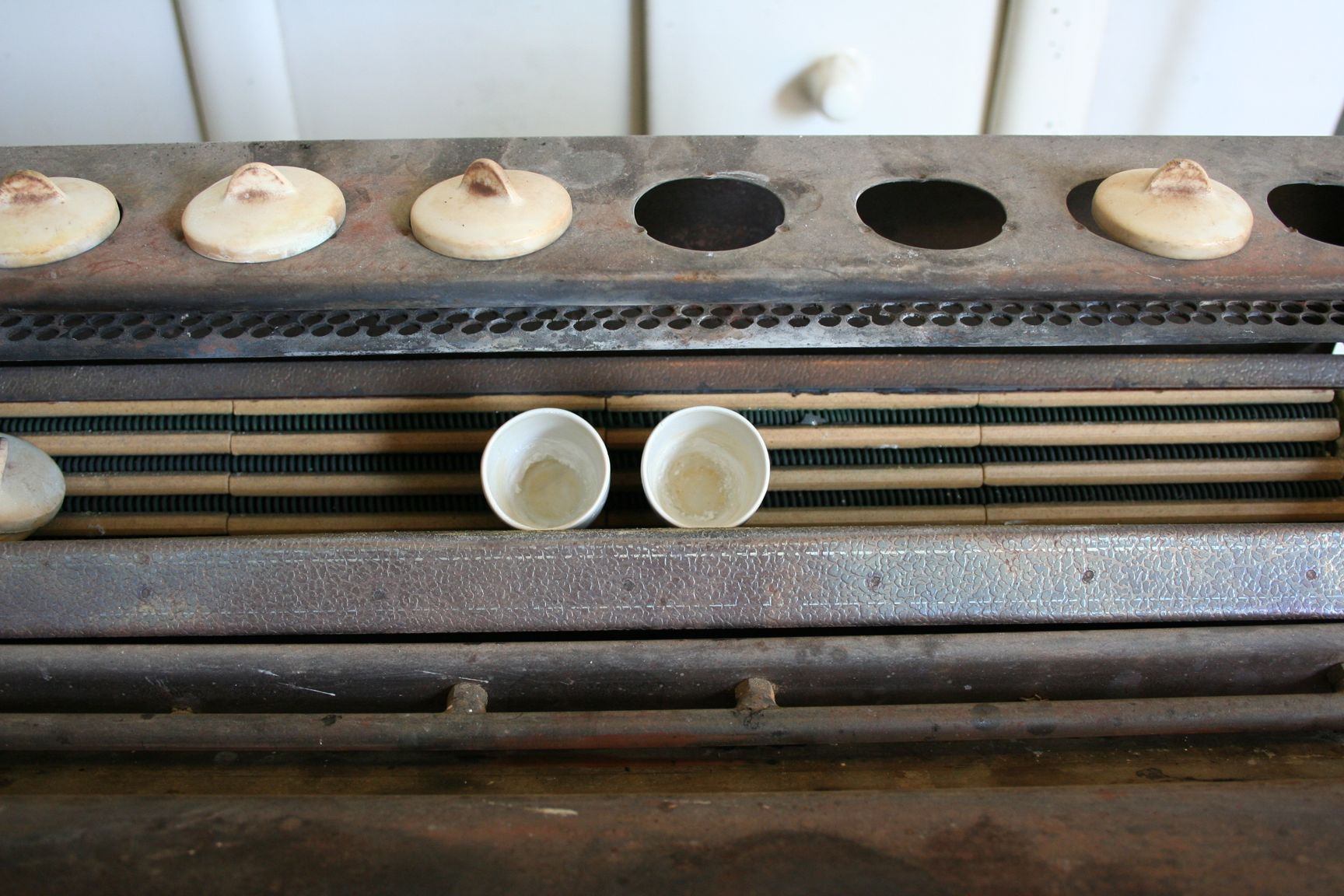
Schnellverascher, geöffnet

Ein Schnellverascher ist ein elektrisches Gerät, das in chemischen und physikalischen Laboratorien verwendet wird.
Er dient dem zeitsparenden Veraschen von Stoffen und Flüssigkeiten.
Die meisten Schnellverascher haben einen Ein/Aus-Schalter, der mit einer Stoppuhr gekoppelt ist. Nach Erreichen der voreingestellten Zeit schaltet sich das Gerät aus. An einem zweiten Regler wird die gewünschte Temperatur (bis zu 950 °C, üblich sind 650 °C) eingestellt.
Die zu veraschenden Stoffe werden in Porzellantiegel mit Deckel gefüllt und in den Schnellverascher eingestellt oder eingehängt. Öffnet man die Klappe, findet sich darunter eine weitere beheizbare Abstellfläche, durch deren schräge Anordnung der Inhalt der Tiegel gut gesichtet werden kann. Das Öffnen der Klappe unterbricht die Stromzufuhr und somit die Heizung.